# Tarrant Monkton
Tarrant Monkton är en ort och civil parish i Storbritannien.   Den ligger i kommunen Dorset och riksdelen England, i den södra delen av landet, 150 km sydväst om huvudstaden London. Tarrant Monkton ligger 56 meter över havet och antalet invånare är 1 986.
Terrängen runt Tarrant Monkton är platt. Runt Tarrant Monkton är det ganska tätbefolkat, med 160 invånare per kvadratkilometer. Närmaste större samhälle är Poole, 19,5 km söder om Tarrant Monkton. Trakten runt Tarrant Monkton består till största delen av jordbruksmark.